# هنری پاتر (ورزشکار گلف)
هنری پاتر (انگلیسی: Henry Potter; ۴ اکتبر ۱۸۸۱ – ۲۴ ژانویهٔ ۱۹۵۵) گلف‌باز اهل ایالات متحده آمریکا بود.